# Джуричич, Анджелко
А́нджелко Джу́ричич (серб. Анђелко Ђуричић; 21 ноября 1980, Панчево, СФРЮ) — сербский футболист, вратарь.

## Международная карьера
Анджелко Джуричич дебютировал за сборную Сербии 29 мая 2010 года в товарищеском матче со сборной Новой Зеландии, в этой встрече Анджелко вышел на поле во 2-м тайме и отстоял затем «на ноль», однако его команда уступила 0:1 за счёт мяча, пропущенного в первом тайме.
Джуричич был включён Радомиром Античем в список 23-х игроков, попавших в заявку на чемпионат мира 2010 года.